# Coelossia
Coelossia là một chi nhện trong họ Araneidae.